# Wincenty (książę Danii)
Wincenty Glücksburg (duń. Vincent Frederik Minik Alexander; ur. 8 stycznia 2011 w Kopenhadze) – książę Danii, hrabia Monpezat. Jest trzecim dzieckiem króla Danii, Fryderyka X, oraz jego żony, królowej Marii Donaldson. Zajmuje trzecie miejsce w linii sukcesji do duńskiego tronu, za starszą siostrą, Izabelą, a przed młodszą siostrą, Józefiną.

## Życiorys

### Narodziny
Urodził się 8 stycznia 2011 roku o godz. 10.30 w szpitalu Rigshospitalet w Kopenhadze jako trzecie dziecko następcy tronu Danii, księcia Fryderyka, oraz jego żony, Marii Donaldson. W chwili urodzin mierzył 47 centymetrów i ważył 2.67 kilogramów. Jest o 26 minut starszy od swojej siostry bliźniaczki.
Ma troje rodzeństwa – Chrystiana (ur. 2005), Izabelę (ur. 2007) i Józefinę (ur. 2011).

### Chrzest
Został ochrzczony w wierze luterańskiej 14 kwietnia 2011 roku w kaplicy kościoła Holmen. Chłopiec ubrany był w szatę, którą w 1870 roku zakupiła królowa Luiza Bernadotte. Pierwszy raz szata została założona przez przyszłego króla Danii, Chrystiana X (ostatniego władcę o tym imieniu na duńskim tronie). Ceremonii chrztu przewodniczył biskup Erik Norman Svedsen. 
Rodzicami chrzestnymi małego księcia zostali: ówczesny książę Asturii, obecny król Hiszpanii, Filip VI, książę Gustaw Sayn-Wittgenstein-Berleburg, John Stuart Donaldson, hrabia Michael Ahlefeldt-Laurvig-Bille, baronowa Helle Reedtz-Thott i Caroline Heering.
W dniu chrztu ogłoszono, że otrzymał imiona Wincenty Fryderyk Minik Aleksander (duń. Vincent Frederik Minik Alexander). Pierwsze imię, Wincenty, otrzymał najpewniej na cześć św. Wincentego, który jest patronem winiarzy. Mówi się, że imię to zostało wybrane ze względu na francuskie pochodzenie jego dziadka, Henryka. Imię Fryderyk otrzymał natomiast po swoim ojcu, księciu Fryderyku. Było to również podtrzymanie zwyczaju panującego w duńskiej rodzinie królewskiej, zgodnie z którym wśród imion duńskich książąt jest albo imię Chrystian, albo Fryderyk. Trzecie imię, Minik, jest imieniem pochodzącym z największej zamorskiej duńskiej posiadłości, Grenlandii. Imię Aleksander otrzymał natomiast po swoim prapradziadku, Alexandrze Donaldsonie.

### Młodość
W sierpniu 2017 roku rozpoczął naukę w Tranegårdskolen.
W marcu 2022 roku, wraz z ojcem i młodszą siostrą, złożył kwiaty przed ambasadą Ukrainy w Danii. Była to reakcja na inwazję Rosji na Ukrainę.

## Tytulatura
Od 2011: Jego Królewska Wysokość książę Wincenty, hrabia Monpezat

## Odznaczenia
- Medal Pamiątkowy 75-lecia Urodzin Księcia Henryka
- Medal Pamiątkowy 70-lecia Urodzin Królowej Małgorzaty
- Medal Pamiątkowy 40-lecia Panowania Królowej Małgorzaty II

## Genealogia
| Prapradziadkowie                          | Król Danii i Islandii Chrystian X (1870-1947) ∞1898 Aleksandra Mecklenburg-Schwerin (1879-1952) | Król Szwecji Gustaw VI Adolf (1882-1972) ∞1905 Małgorzata Koburg (1882-1920)           | Henri de Laborde de Monpezat (1868-1929) ∞1904 Henriette Hallberg (1880-1973)          | Maurice Doursenot (1883-1916) ∞1907 Marguerite Gay (1883-1974)                         | Alexander Donaldson (1889- ∞ Jean Stevenson (1889-                              | John Dalgleish (1883- ∞ Barbara McDonald Paisley (-1938)                        | John Thomas Tait Horne (1886- ∞ Henrietta Clark (1887-                          | William Melrose (1890- ∞ Catherine Smith (1893-1941)                            |
| Pradziadkowie                             | król Danii Fryderyk IX (1899-1972) ∞1935 Ingrid Bernadotte (1910-2000)                          | król Danii Fryderyk IX (1899-1972) ∞1935 Ingrid Bernadotte (1910-2000)                 | André de Laborde de Monpezat (1907-1998) ∞1934 Renée Doursenot (1908-2001)             | André de Laborde de Monpezat (1907-1998) ∞1934 Renée Doursenot (1908-2001)             | Peter Donaldson (1911-1978) ∞1938 Mary Dalgleish (1914-2002)                    | Peter Donaldson (1911-1978) ∞1938 Mary Dalgleish (1914-2002)                    | Archibald Horne (1911-1974) ∞1941 Elizabeth Gibson Melrose (1917-1958)          | Archibald Horne (1911-1974) ∞1941 Elizabeth Gibson Melrose (1917-1958)          |
| Dziadkowie                                | królowa Danii Małgorzata II (ur. 1940) ∞1967 Henryk de Laborde de Monpezat (1934-2018)          | królowa Danii Małgorzata II (ur. 1940) ∞1967 Henryk de Laborde de Monpezat (1934-2018) | królowa Danii Małgorzata II (ur. 1940) ∞1967 Henryk de Laborde de Monpezat (1934-2018) | królowa Danii Małgorzata II (ur. 1940) ∞1967 Henryk de Laborde de Monpezat (1934-2018) | John Dalgleish Donaldson (ur. 1941) ∞1963 Henrietta Clark Horne (1942-1997)     | John Dalgleish Donaldson (ur. 1941) ∞1963 Henrietta Clark Horne (1942-1997)     | John Dalgleish Donaldson (ur. 1941) ∞1963 Henrietta Clark Horne (1942-1997)     | John Dalgleish Donaldson (ur. 1941) ∞1963 Henrietta Clark Horne (1942-1997)     |
| Rodzice                                   | król Danii Fryderyk X (ur. 1968) ∞2004 królowa Danii Maria Donaldson (ur. 1972)                 | król Danii Fryderyk X (ur. 1968) ∞2004 królowa Danii Maria Donaldson (ur. 1972)        | król Danii Fryderyk X (ur. 1968) ∞2004 królowa Danii Maria Donaldson (ur. 1972)        | król Danii Fryderyk X (ur. 1968) ∞2004 królowa Danii Maria Donaldson (ur. 1972)        | król Danii Fryderyk X (ur. 1968) ∞2004 królowa Danii Maria Donaldson (ur. 1972) | król Danii Fryderyk X (ur. 1968) ∞2004 królowa Danii Maria Donaldson (ur. 1972) | król Danii Fryderyk X (ur. 1968) ∞2004 królowa Danii Maria Donaldson (ur. 1972) | król Danii Fryderyk X (ur. 1968) ∞2004 królowa Danii Maria Donaldson (ur. 1972) |
| Wincenty Glücksburg (ur. 8 stycznia 2011) |                                                                                                 |                                                                                        |                                                                                        |                                                                                        |                                                                                 |                                                                                 |                                                                                 |                                                                                 |